# João da Dinamarca
João (Aalborg, 1455 – Aalborg, 1513) – conhecido nos países nórdicos como Hans – foi monarca da União de Kalmar (1497–1501), tendo sido rei da Dinamarca (1481-1513), da Noruega (1483-1513), e da Suécia (1497-1501).
                                                                                                     Era filho do rei Cristiano I da Dinamarca e sua esposa a rainha Doroteia de Brandemburgo.
                                                                                                          Como monarca da União de Kalmar, Hans foi pressionado pelos ”conselhos de estado” dos 3 países-membros. 
O seu reinado ficou marcado por constantes lutas e negociacões com a Suécia, culminando o conflito com a sua expulsão da Suécia em 1501.                                                                        

João foi o terceiro filho do rei Cristiano I da Dinamarca e da sua esposa, Doroteia de Brandemburgo. Em 1478, casou-se com Cristina da Saxônia e teve os seguintes filhos: 
1. Cristiano II da Dinamarca, nascido em 1 de julho de de 1481 e morto em 25 de janeiro de 1559.
2. Jakob (c. 1484 - 1566 ou 1567)
3. Isabel, nascida em 24 de junho de 1485 e morta em 10 de junho de 1555. Foi casada com Joaquim I Nestor, Príncipe-Eleitor de Brandemburgo;
4. Francisco, nascido em 15 de julho de 1497 e morto em 1 de abril de 1511.